# Matthäus von Vendôme (Abt)
Matthäus von Vendôme (franz.: Mathieu de Vendôme; † 25. September 1286) war ein Abt von Saint-Denis und Regent von Frankreich.

## Leben
Matthäus’ familiäre Herkunft ist unbekannt. Der französische Kirchenhistoriker Michel Félibien vermutete eine Verwandtschaft zum Grafenhaus von Vendôme, was aber durch keine zeitgenössische Quelle belegt ist. Er war Benediktiner und ein Beichtvater König Ludwigs IX. (Saint Louis) von Frankreich, 1258 wurde er zum Abt der königlichen Abtei von Saint-Denis ernannt. Unter seiner Aufsicht wurden umfangreiche Baumaßnahmen an der Abtei vorgenommen, die um das neu gegründete Collège de Charité erweitert wurde. 1272 fungierte Matthäus als Vermittler für die Ehe des Prinzen Peter von Alençon mit Johanna von Blois, wobei er vermutlich auch die Trauung vornahm. Auf Geheiß Ludwigs IX. beauftragte Matthäus um 1250 den Mönch Primat von Saint-Denis mit der Zusammenstellung und Übersetzung einer Anthologie lateinischer Königsviten. Das so entstandene Werk, der Roman aux rois, konnte 1274 König Philipp III. präsentiert werden und bildet die Basis der Grandes Chroniques de France.
Matthäus übernahm zweimal die Regentschaft des Königreiches: zuerst 1270 gemeinsam mit Simon II. de Clermont, nachdem König Ludwig IX. zum siebten Kreuzzug aufgebrochen war; ein weiteres Mal 1285, als König Philipp III. auf den aragonesischen Kreuzzug zog und dabei in Perpignan starb. Im Jahr darauf starb Matthäus selbst, nachdem er König Philipp dem Schönen die Regierung hatte übergeben können. Bestattet wurde er in seiner Abtei.